# Paroisse de Weldford
La paroisse de Weldford est à la fois une paroisse civile et un ancien district de services locaux (DSL) canadien un district de services locaux du comté de Kent, au Nouveau-Brunswick. Dans le cadre de la réforme de la gouvernance locale du 1er janvier 2023, le territoire du DSL a été réparti entre la ville de Nouvelle-Arcadie et le village de Five Rivers.

## Toponyme
La paroisse est nommée ainsi en l'honneur de John W. Weldon et John P. Ford, députés de Kent à l'Assemblée législative du Nouveau-Brunswick en 1835.

## Hameaux et lieux-dits
La paroisse comprend les hameaux de Balla Phillip, Bass River, Bass River Point, Beersville, Brest, Browns Yard, Bryants Corner, Cails Mills, East Branch, Emerson, Ford Bank, Fords Mills, Jailletville, Kent-Jonction, Lower Main River, Molus River, Mundleville, Normandie, Pine Ridge, Saint-Norbert, Smiths Corner, South Branch, Springbrook, Targettville et West Branch. Clairville et Village-Saint-Augustin sont partagés avec Harcourt. Saint-Joseph est un village fantôme, Moulies River Station est une ancienne gare et peu de choses sont connues de Front Brook et de Newtown.
Le hameau de Balla Philip est nommé ainsi d'après une ville du comté de Tipperary, en Irlande.
Beersville est nommé en l'honneur de John A. Beers (1860-1951). Bryants Corner pourrait rendre hommage à plusieurs des premiers colons, soit James, Jabez, William Jr. et Annie Bryant. Il se peut que Cails Mills soit nommé selon son premier maître des postes, John Cails. Emerson rend vraisemblablement hommage à Henry Robert Emmerson (1853-1914), premier ministre du Nouveau-Brunswick de 1897 à 1900. Fords Mills rend hommage à John Prall-Ford, opérateur de moulin en 1825. La localité portait le nom de Coal Branch jusqu'en 1883. Jailletville est nommé ainsi d'après son premier maître des postes, Charles F. Jaillet. La localité s'appelait Girvan Settlement jusqu'en 1906, en hommage à plusieurs des premiers colons, soit Albert, Russel et Samuel. Lower Main River tire son nom du fait que la rivière Richibouctou portait autrefois le nom de Main River en anglais. La localité a porté le nom de Bass River jusqu'en 1875 et a peut-être aussi déjà été appelée Lower Village. Normandie est nommé ainsi selon l'ancienne province française.
L'origine des noms de Bass River, de Bass River Point, de Brest, de Ford Bank, de Kent Junction, de Mundleville, de Pine Ridge, de Smiths Corner, de Spring Brook et de Targettville n'est pas connue,,,,,,,,,. À noter que Pine Ridge a porté le nom de Girvan Settlement jusqu'en 1874, et ne doit donc pas être confondu avec Jailletville. L'origine du nom de Browns Yard n'est pas non plus connue mais la localité peut aussi être appelée Upper Main River. La situation est la même pour East Branch, qui peut aussi être appelé Rivière-Saint-Nicolas. L'origine du nom de Molus River n'est pas non plus connue mais il s'épelait Moulies jusqu'en 1950. L'origine du nom de Saint-Norbert n'est pas connue mais la localité fut fondée sous le nom de Louisbourg. Elle a aussi porté le nom de Boucher Settlement, en hommage à Eusèbe, Joseph et Antoine Boucher, certains des premiers colons. L'origine du nom de South Branch n'est pas connue mais l'ancien bureau de poste s'appelait South Branch of the St. Nicholas River. La localité peut aussi être appelée Warrens Mills, en hommage à Thomas W. Warren (1896-1971). West Branch a eu un bureau de poste du nom de West Branch of St. Nicholas River.
Clairville est partagé avec Harcourt. Le toponyme rend hommage à Clairville Price, l'un des premiers colons. La localité a porté auparavant les noms de Hawk Ridge et de New Lorne Settlement.
Saint-Joseph est un village fantôme dont l'origine du nom n'est pas connue ; le bureau de poste s'appelait Village-Saint-Joseph.

## Géographie
La paroisse de Weldford est généralement considérée comme faisant partie de l'Acadie.

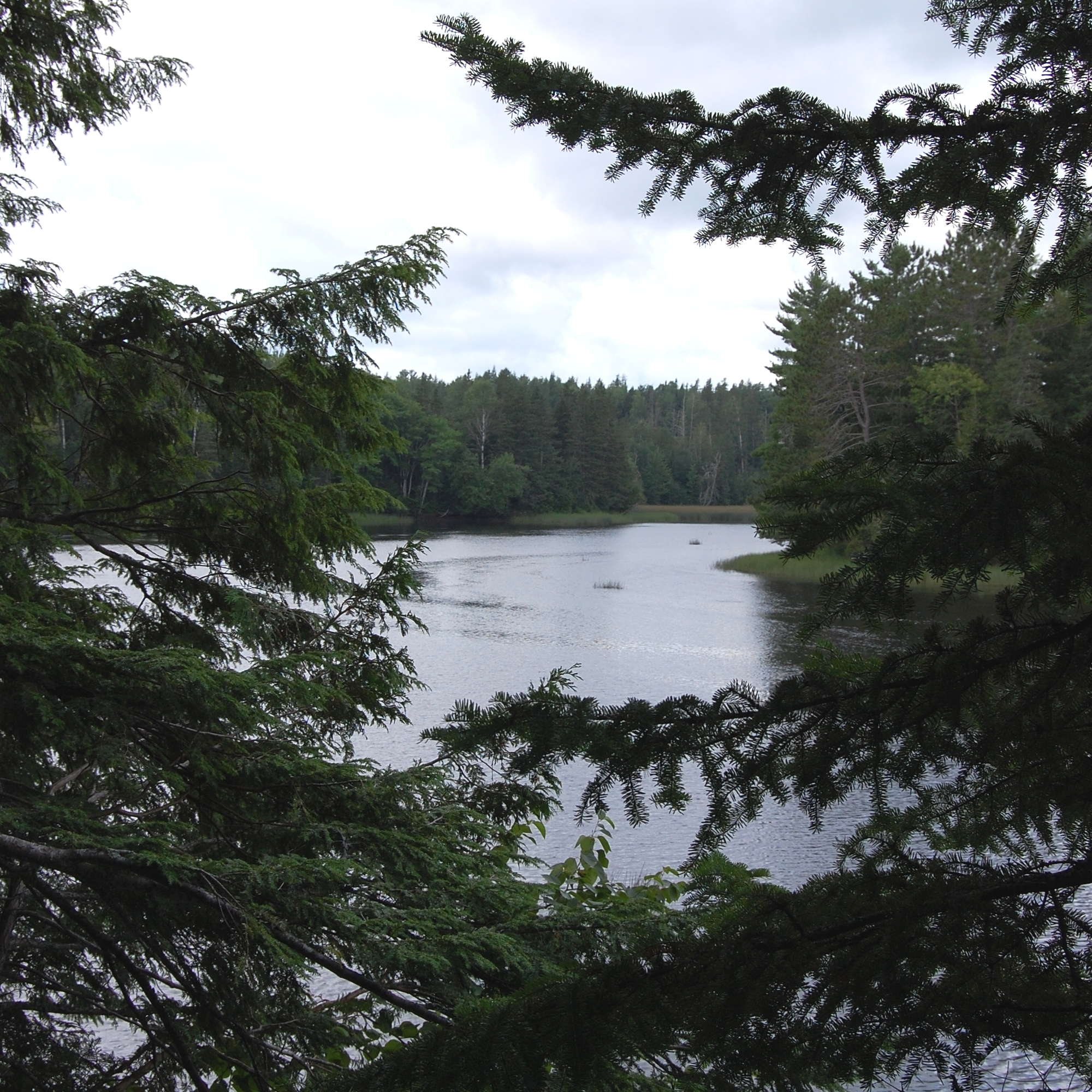
La rivière Molus
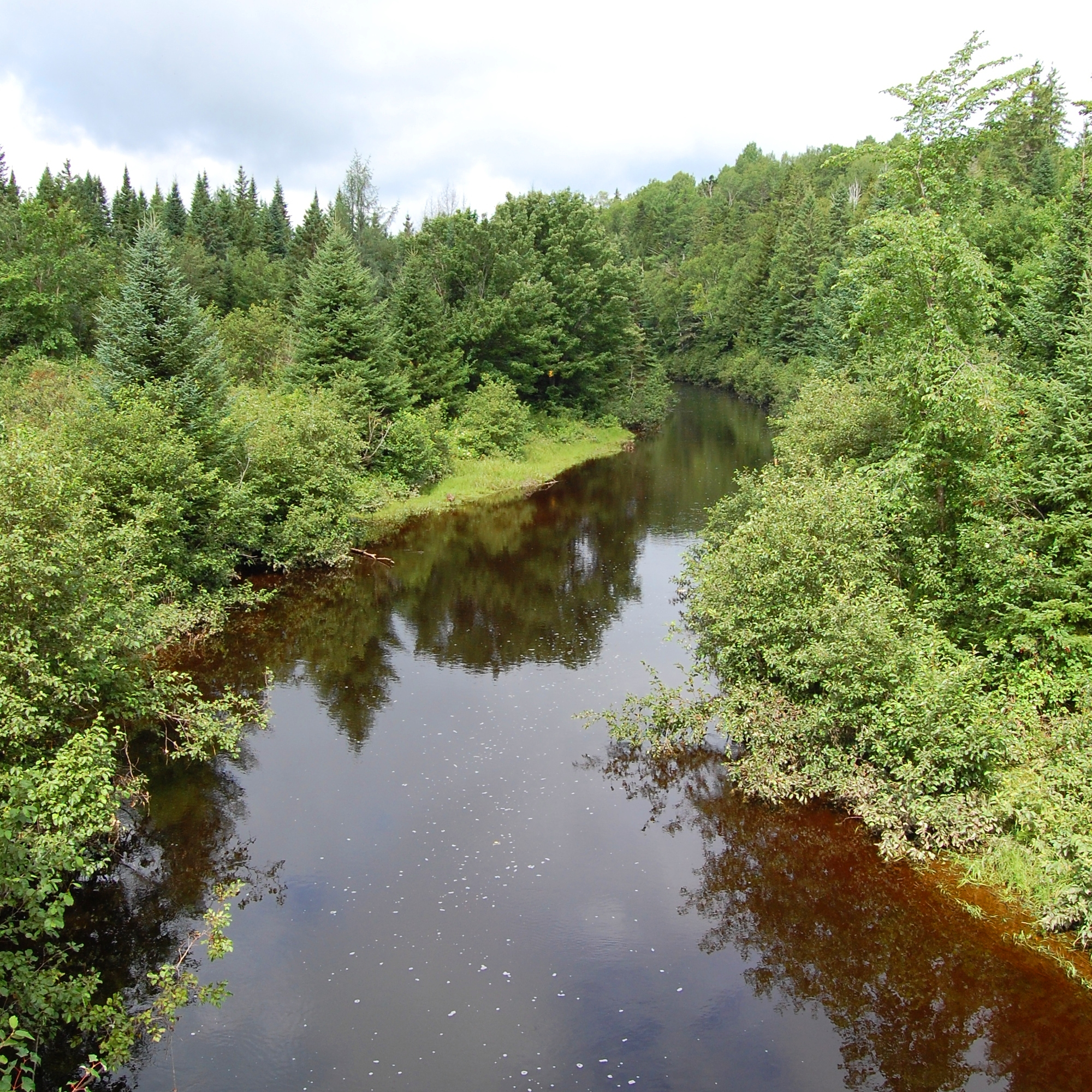
La rivière Bass

### Géologie
Le sous-sol de Weldford est composé principalement de roches sédimentaires du groupe de Pictou datant du Pennsylvanien (entre 300 et 311 millions d'années).

## Histoire

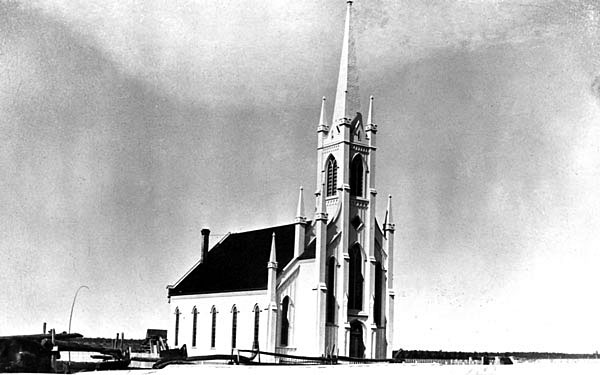
L'église presbytérienne de Bass River en 1886.

La paroisse de Weldford est située dans le territoire historique des Micmacs, plus précisément dans le district de Sigenigteoag, qui comprend l'actuel côte Est du Nouveau-Brunswick, jusqu'à la baie de Fundy.
En 1825, le territoire est touché par les Grands feux de la Miramichi, qui dévastent entre 10 000 km2 et 20 000 km2 dans le centre et le nord-est de la province et tuent en tout plus de 280 personnes,.
La paroisse de Weldford est érigée en 1835. La municipalité du comté de Kent est dissoute en 1966. La paroisse de Weldford devient un district de services locaux en 1967.

### Hameaux
La paroisse est colonisée principalement par des immigrants irlandais et écossais ainsi que des descendants des Loyalistes ; elle consiste en une expansion de l'établissement de Richibouctou.
Fords Mills est fondé par des immigrants irlandais avant 1832 mais on sait qu'il y avait un moulin en 1825. Saint-Norbert est fondé en 1850 par des Acadiens,. Jailletville est fondé par des immigrants irlandais ; c'est probablement une partie du vieil établissement irlandais mentionné par J.F.W. Johnston en 1850. Bryants Corner, anciennement Colebrookdale, en fondé en 1855 en vertu de la Labor Act (Loi sur le travail), par des Néo-brunswickois des environs ainsi que des Écossais et des Irlandais. Le bureau de poste de Fords Mills ouvre ses portes en 1868. En 1871, Lower Main River compte 250 habitants. Le bureau de poste de Lower Main River est fermé temporairement de 1877 à 1883. Celui de Saint-Norbert ouvre ses portes en 1881.
Beersville est fondé en 1902 à la suite de la découverte de petits gisements de charbon. Des Belges sont embauchés à cet endroit en 1903 mais repartent peu après.
Presque rien n'est connu d'East Branch mais la localité comptait une scierie et une population de 75 habitants en 1898. La même année, Lower Main River compte une église et 200 habitants alors que Pine Ridge avait une population de 150 personnes, que Smiths Corner en avait 100 et que Saint-Norbert possédait 2 magasins, 1 église et 200 habitants. South Brancyh était plus important, comptant 1 scierie, 1 moulin à farine, 1 église et 400 habitants. Ces localités vivaient de l'agriculture et de l'exploitation forestière mais on faisait aussi de la pêche à Molus River.
Les dates de fondation de Lower Main River, de Molus River et de West Branch ne sont pas connues mais leurs bureaux de poste ouvrent leur portes en 1867,,. Plusieurs autres localités sont dans une situation semblable. Pine Ridge voit ainsi son bureau de poste ouvrir en 1871, South Branch en 1873, Kent Junction en 1884, Smiths Corner en 1893, Mundleville en 1899, Beersville en 1900, Emerson en 1901, Clairville en 1905, Browns Yard en 1909, Balla Philip en 1910, Brest en 1911, Bryants Corner et Cails Mills en 1912,, Normandie en 1914, Bass River Point en 1915, Ford Bank en 1917 et Targettville en 1928. Le bureau de poste de Kent Junction ferme toutefois temporairement entre 1891 et 1894.
En 1904, Beersville compte une gare du chemin de fer Intercolonial, 1 magasin, 1 scierie, 1 église et 100 habitants. Fords Mill compte au même moment 2 magasins, 1 scierie, 1 moulin à farine et une population de 150 habitants. Kent Junction compte par ailleurs 1 gare, 1 magasin, 1 hôtel et 75 habitants alors qu'on recense 1 magasin, 1 église et 125 habitants à Mundleville. Le bureau de poste de Jailletville est inauguré en 1906.
Les bureaux de poste de Bass River Point, de Browns Yard, de Lower Main River, de Mundleville, de Targettville et de West Branch ferment leur portes en 1956,,,,,, ceux de Balla Philip, de Brest, de Clairville, de Jailletville et de Normandie en 1958,,,,, ceux de Pine Ridge et de Smiths Corner en 1959,, ceux de Ford Bank et de South Branch en 1960,, ceux de Bryants Corner, de Cails Mills et d'Emerson en 1964,,, celui de Beersville en 1965, celui de Fords Mill en 1966 et celui de Saint-Norbert en 1970.
Les bureaux de poste de Kent Junction et de Molus River sont fermés en 1970,.
Les archives provinciales du Nouveau-Brunswick ne répertorient aucune informations sur l'histoire de Bass River et de Spring Brook,. On sait toutefois que Colebrookdale a été fusionné avec Bryants Corner. On ne sait pas quand Saint-Joseph a été fondé ni abandonné mais un bureau de poste y a existé entre 1923 et 1927.

## Démographie
D'après le recensement de Statistique Canada, il y avait 1467 habitants en 2001, comparativement à 1561 en 1996, soit une baisse de 6,0%. La paroisse compte 827 logements privés, a une superficie de 612,64 km2 et une densité de population de 2,4 habitants au km².
| 2001  | 2006  | 2011  | 2016  |
| ----- | ----- | ----- | ----- |
| 1 467 | 1 426 | 1 318 | 1 338 |

## Économie
Entreprise Kent, membre du Réseau Entreprise, a la responsabilité du développement économique.

## Administration

### Comité consultatif
En tant que district de services locaux, Weldford est administré directement par le Ministère des Gouvernements locaux du Nouveau-Brunswick, secondé par un comité consultatif élu composé de cinq membres dont un président.

### Commission de services régionaux
La paroisse de Weldford fait partie de la Région 6, une commission de services régionaux (CSR) devant commencer officiellement ses activités le 1er janvier 2013. Contrairement aux municipalités, les DSL sont représentés au conseil par un nombre de représentants proportionnel à leur population et leur assiette fiscale. Ces représentants sont élus par les présidents des DSL mais sont nommés par le gouvernement s'il n'y a pas assez de présidents en fonction. Les services obligatoirement offerts par les CSR sont l'aménagement régional, l'aménagement local dans le cas des DSL, la gestion des déchets solides, la planification des mesures d'urgence ainsi que la collaboration en matière de services de police, la planification et le partage des coûts des infrastructures régionales de sport, de loisirs et de culture; d'autres services pourraient s'ajouter à cette liste.

### Chronologie municipale

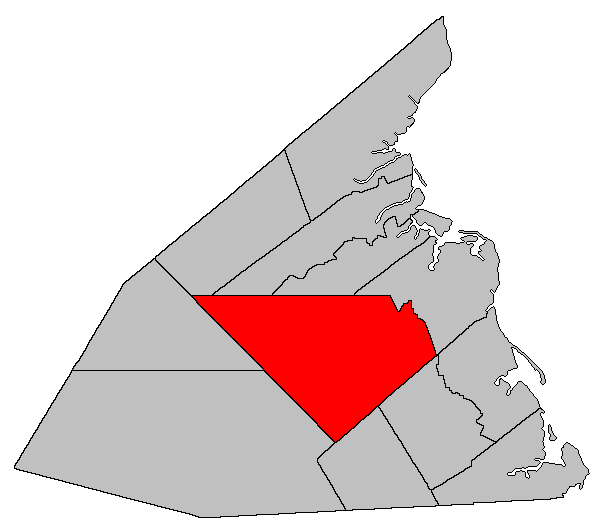
Situation sur une carte des paroisses civiles du comté de Kent (certains DSL et municipalités ne sont donc pas montrés).

### Représentation et tendances politiques
Nouveau-Brunswick: Weldford fait partie de la circonscription provinciale de Kent, qui est représentée à l'Assemblée législative du Nouveau-Brunswick par Shawn Graham, ancien premier ministre du Nouveau-Brunswick. Il fut élu en 1999 puis réélu en 1999, en 2003, en 2006 et en 2010.
 Canada: Weldford fait partie de la circonscription fédérale de Beauséjour. Cette circonscription est représentée à la Chambre des communes du Canada par Dominic LeBlanc, du Parti libéral.

### Ancienne administration paroissiale
|  | Indépendant | 1944 - 194? | Howard-S. Thurrott Daniel Morris |
|  | Indépendant | 19?? - 195? | Townsend Wilson Vacant           |

## Vivre dans la paroisse de Weldford
Il y a un bureau de poste à Bass River, un poste d'Ambulance Nouveau-Brunswick à Targetville et une caserne de pompiers à Beersville. Le détachement de la Gendarmerie royale du Canada le plus proche est situé à Richibouctou.
L'église St. Paul's de Mundleville est une église anglicane. L'église St. Bartholomew de Bass River et l'église St. Peter de South Branch sont des églises catholiques romaines faisant partie de l'archidiocèse de Moncton.
Les anglophones bénéficient des quotidiens Telegraph-Journal, publié à Saint-Jean et Times & Transcript, de Moncton. Les francophones bénéficient quant à eux du quotidien L'Acadie nouvelle, publié à Caraquet, ainsi que de l'hebdomadaire L'Étoile, de Dieppe.

## Culture

### Architecture et monuments
Un pont couvert traverse le ruisseau Graham, à Mundleville, le long de la route 510. Le pont fut construit en 1928 et mesure 41,1 mètres de long.

### Gastronomie
La fromagerie Au fond des bois d'East Branch produit plusieurs fromages de chèvre.